# Małgorzata Adamczak
Małgorzata Adamczak z domu Rabiega (ur. 27 marca 1971 w Kościanie) – polska polityk i nauczycielka, senator VII kadencji (2007–2011), posłanka na Sejm VII kadencji (2011–2014), burmistrz Śmigla (od 2014).

## Życiorys
Ukończyła studia na Akademii Wychowania Fizycznego w Poznaniu. Przez kilka lat pracowała jako nauczycielka w gimnazjum w Racocie. W 2002 w Śmiglu założyła lokalne stowarzyszenie charytatywne „Światło Nadziei”. W 2006 została wybrana na radną sejmiku wielkopolskiego.
W wyborach parlamentarnych w 2007 z ramienia Platformy Obywatelskiej została wybrana senatorem VII kadencji w okręgu kaliskim, otrzymując 138 502 głosy. W Senacie zasiadała w Komisji Nauki, Edukacji i Sportu, Komisji Rodziny i Polityki Społecznej oraz Komisji Rolnictwa i Rozwoju Wsi. W wyborach parlamentarnych w 2011 z listy PO została wybrana do Sejmu VII kadencji w okręgu kaliskim, otrzymując 18 119 głosów. Została członkinią Komisji Polityki Społecznej i Rodziny, Komisji Łączności z Polakami za Granicą oraz Komisji Rolnictwa i Rozwoju Wsi.
W wyborach samorządowych w 2014 wystartowała z ramienia własnego komitetu na urząd burmistrza Śmigla. W pierwszej turze wyborów z 16 listopada 2014 zdobyła 2732 głosów (42,90%), zajmując pierwsze miejsce wśród kandydatów. 30 listopada tego samego roku zwyciężyła w drugiej turze wyborów z ubiegającym się o reelekcję Wiktorem Snelą z wynikiem 51,40% głosów. W związku z wyborem na urząd burmistrza wygasł jej mandat poselski. 8 grudnia 2014 została zaprzysiężona na urząd burmistrza. W wyborach samorządowych w 2018 po raz drugi została wybrana na burmistrza Śmigla, otrzymując w pierwszej turze 78,02% głosów. W wyborach samorządowych w 2024 uzyskała reelekcję, będąc jedyną kandydatką na to stanowisko i dostając 75,87% głosów.

## Wyniki wyborcze
| Wybory | Komitet wyborczy   | Komitet wyborczy        | Organ                                           | Okręg            | Wynik         |
| ------ | ------------------ | ----------------------- | ----------------------------------------------- | ---------------- | ------------- |
| 2006   |                    | Platforma Obywatelska   | Sejmik Województwa Wielkopolskiego III kadencji | nr 6             | 4905 (2,91%)  |
| 2007   | Senat VII kadencji | Platforma Obywatelska   | nr 35                                           | 138 502 (35,64%) |               |
| 2011   | Sejm VII kadencji  | Platforma Obywatelska   | nr 36                                           | 18 119 (5,35%)   |               |
| 2014   |                    | KWW Małgorzaty Adamczak | Burmistrz Śmigla                                | –                | 2732 (42,90%) |
| 2014   | 2826 (51,40%)      | KWW Małgorzaty Adamczak | Burmistrz Śmigla                                | –                |               |
| 2018   | 5733 (78,02%)      | KWW Małgorzaty Adamczak | Burmistrz Śmigla                                | –                |               |
| 2024   | 4631 (75,87%)      | KWW Małgorzaty Adamczak | Burmistrz Śmigla                                | –                |               |

## Życie prywatne
Córka Franciszka i Heleny; jest zamężna, ma dwoje dzieci.